# Franz von Rapp

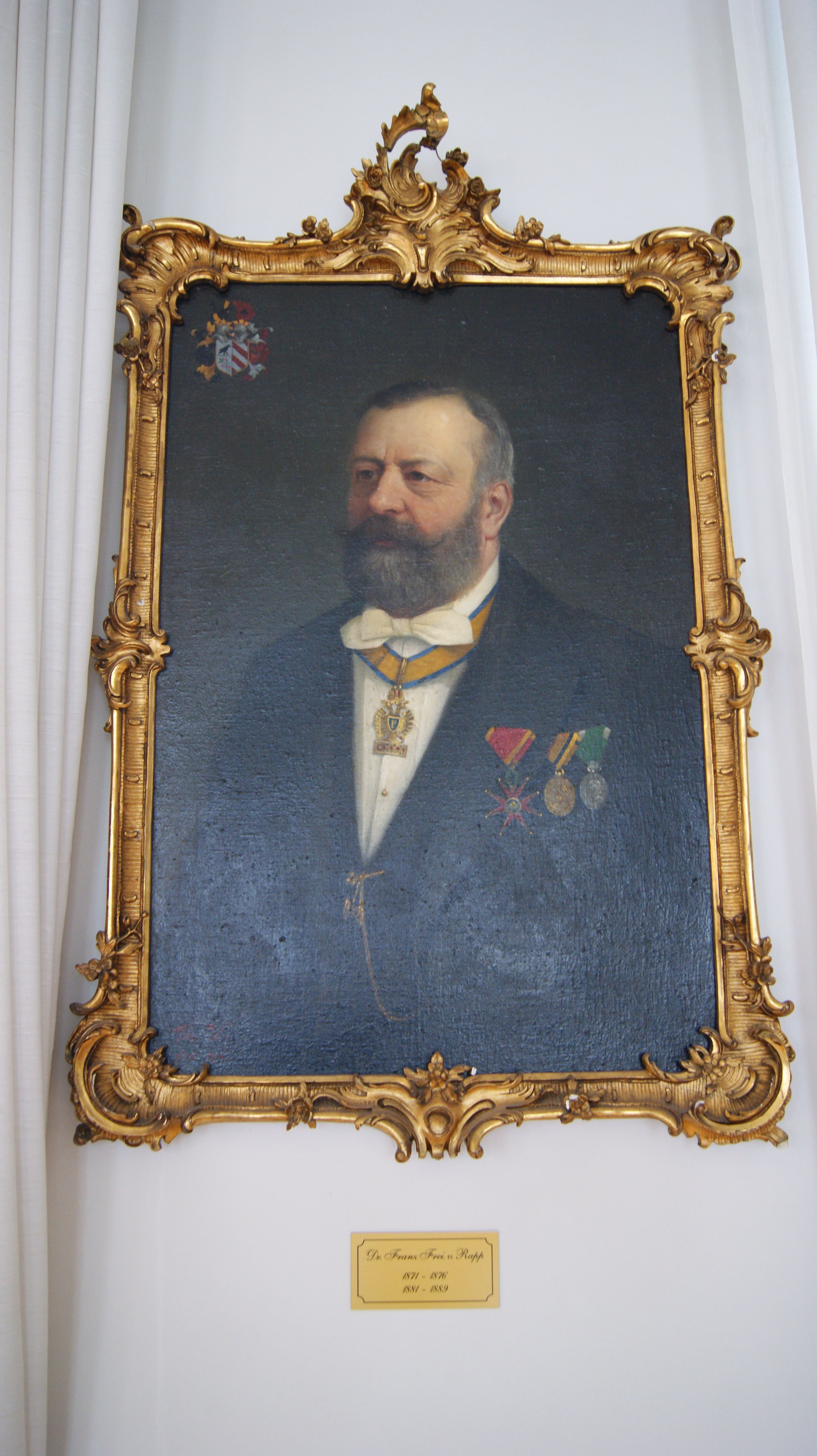
Franz von Rapp – Bild im Rokokosaal des Alten Landhauses in Innsbruck

Franz Xaver Rapp, ab 1883 Freiherr von Heidenburg (* 21. November 1823 in Innsbruck; † 20. September 1889 ebenda), war von 1871 bis 1876 und 1881 bis 1889 Landeshauptmann von Tirol.

## Leben
Franz von Rapp wurde als Sohn des Juristen und Historikers Joseph Rapp und der Anna Stolz geboren. Nach dem Studium der Rechtswissenschaften eröffnete er eine Praxis in Niederösterreich und wurde dann Notar in Innsbruck. 1856 wurde er auf sein Verlangen in die Verteidiger-Liste des Oberlandesgerichtes Innsbruck aufgenommen.
Von 1863 bis 1866 hatte Rapp das Amt des Vizebürgermeisters von Innsbruck inne, 1867 folgte er Josef von Peer als Bürgermeister der Landeshauptstadt nach. Rapp war ein überzeugter Konservativer, der an der bewährten, historisch gewachsenen Tradition festhielt und die Position der katholischen Kirche zu stärken suchte, wo immer ihm dies möglich war. Als er nach dem Inkrafttreten der Verordnung des Ministers für Kultus und Unterricht vom 10. Februar 1869, die dem Klerus die Oberaufsicht über die Volksschulen entzog, aufgefordert wurde, sein Aufsichtsrecht über die Volksschulen des Stadtbezirks wahrzunehmen, konnte er diese Maßnahme nicht mit seinem Gewissen vereinbaren und erklärte deshalb seinen Rücktritt.
Seine politische Karriere war damit aber nicht beendet, sondern kam im Gegenteil erst richtig in Schwung. Am 22. März 1864 wurde Rapp vom Landgemeindenbezirk Innsbruck in den Landtag gewählt, 1865 wurde er zum Landeshauptmannstellvertreter ernannt. Als nach der Auflösung des Landtages im August 1871 die Funktion des Landeshauptmannes neu zu besetzen war und der der Abt von Wilten, Sales Blaas, überraschend erklärte, für dieses Amt nicht zur Verfügung zu stehen, wurde Rapp mit der kaiserlichen Entschließung vom 11. September zum Landeshauptmann von Tirol bestellt. Im selben Jahr wurde er nobilitiert.
Als Rapp in der Folge der Kaiserin, die zu jener Zeit „in strengstem Inkognito“ in Meran weilte, mit einigen Abgeordneten seine Aufwartung machen wollte, wurde er von dieser unerwartet zurückgewiesen: Es werde sie freuen, die Deputation zu einem späteren Zeitpunkt begrüßen zu können, ließ Elisabeth den Inhaber des hohen politischen Amtes wissen, im Augenblick jedoch könne sie keine Besuche empfangen.
Als Landeshauptmann hat Rapp seine kirchenfreundliche Politik fortgesetzt. Trotz der ihm vielfach nachgesagten Konzilianz, die sich in seinem Leitspruch „Allzu straff gespannt zerspringt der Bogen“ ausdrückte und seiner freundschaftlichen Verbindung zum liberal gesinnten Ministerpräsidenten Eduard Graf Taaffe, blieb er in religiösen Fragen unbeugsam. Als der Kultusminister im März 1876 die Gründung von protestantischen Kirchengemeinden in Innsbruck und Meran genehmigte und damit das vom Kaiser im Kriegsjahr 1866 sanktionierte Tiroler Landesgesetz aus dem Jahre 1866 praktisch außer Kraft setzte, konnte und wollte Rapp den von den Konservativen am 9. März 1876 mit dem Auszug aus dem Sitzungssaal provozierten Eklat, der in der Auflösung des Landtages durch den Kaiser mündete, nicht verhindern. Damit endete auch seine erste Amtsperiode als Landeshauptmann.
Wenngleich sich Kaiser Franz Josef über das Verhalten „der Mehrheit der Mitglieder des Landtages“ sehr erbost gezeigt hatte, scheint er Franz von Rapp nicht als den Rädelsführer dieser Aktion ausgemacht zu haben, jedenfalls wurde er nach dem Rücktritt seines Nachfolgers, des Liberalen Wilhelm von Bossi-Fedrigotti am 19. Juli 1881 neuerlich zum Landeshauptmann bestellt. Dieses Amt bekleidete er bis zu seinem Tod am 19. September 1889 in Innsbruck. Während seiner Amtszeit wurde er 1883 zum Freiherr erhoben.
In den beiden Amtsperioden als Landeshauptmann hat der Kaiser dem Land Tirol fünf Besuche abgestattet. Beim ersten Aufenthalt am 7. Februar 1872 besuchte er auch das Landhaus in der Maria-Theresien-Straße. Es war dies das erste Mal in der Jahrhunderte dauernden Verbindung zwischen Tirol und dem Hause Habsburg, dass ein Landesfürst das tirolische Ständehaus betrat. Aus Anlass dieses Besuches wurde im Landhaus eine Gedenktafel angebracht und eine genaue urkundliche Darstellung über den Besuch verfasst. Über den Verbleib der Gedenktafel, die nach dieser Urkunde im Stiegenhaus des Landhauses angebracht gewesen sein soll, ist nichts bekannt, die Urkunde wird noch im Tiroler Landesarchiv, Bestand Landschaftliches Archiv, Urkunde 231 (Großformate) verwahrt.
In die zweite Amtsperiode des Landeshauptmannes fällt die Eröffnung der Arlbergbahn.
In dieser Amtszeit wurden auch im Landhaus umfangreiche Restaurierungsarbeiten ausgeführt und eine neue Heizung eingebaut.
Einige Jahre vertrat Rapp das Land Tirol auch im Reichsrat. Von besonderer Bedeutung ist auch seine Tätigkeit als Direktor bzw. Vorstandsrat (1867 bis 1888) sowie Ausschussmitglied (1882 bis 1886) der Sparkasse der Stadt Innsbruck. Sein Wirken wurde vielfach ausgezeichnet. 1871 wurde Rapp in den Ritterstand erhoben und ihm das Prädikat „von Heidenburg“ zuerkannt, 1883 folgte die Erhebung in den Freiherrenstand und 1887 die Ernennung zum lebenslangen Mitglied des Herrenhauses. Rapp gehörte zahlreichen Vereinen an, unter anderem war er Mitglied der akademischen Verbindung Austria Innsbruck und des katholischen Stammvereines.
Rapp wurde in seiner Amtszeit zweimal durch scheuende Pferde in Verkehrsunfälle verwickelt, wobei er sich beim zweiten Unfall am 28. August 1883 Verletzungen am Kopf und am Fuß zuzog, die allerdings nur leichter Natur waren.
Am 20. September 1889 starb Franz von Rapp unerwartet an einem Herzschlag.